# Bobby Wood
Bobby Wood (Honolulu, 1992. november 15. –) amerikai válogatott labdarúgó, a New England Revolution csatárja.

## Pályafutása

### Klubcsapatokban
Wood a hawaii Honolulu városában született. Az ifjúsági pályafutását a Powder Edge és a Irvine Strikers csapatában kezdte, majd 2007-ben a német 1860 München akadémiájánál folytatta.
2010-ben debütált az 1860 München tartalék, majd 2011-ben a másodosztályban szereplő felnőtt csapatában. 2015-ben az Erzgebirge Auénál szerepelt kölcsönben. 2015-ben az Union Berlin, míg 2016-ban az első osztályú Hamburger SV szerződtette. 2016. augusztus 27-én, az Ingolstadt ellen 1–1-es döntetlennel zárult bajnokin debütált és egyben meg is szerezte első gólját a klub színeiben. A 2018–19-es szezonban a Hannover 96 csapatát erősítette kölcsönben. 2021. április 13-án kétéves szerződést kötött az észak-amerikai első osztályban érdekelt Real Salt Lake együttesével. Először a 2021. június 24-ei, Seattle Sounders ellen 2–1-re elvesztett mérkőzés 67. percében, Nick Besler cseréjeként lépett pályára. Első gólját 2021. július 25-én, a Colorado Rapids ellen 3–0-ra megnyert találkozón szerezte meg. 2022. november 22-én a New England Revolution-höz írt alá.

### A válogatottban
Wood az U20-as és az U23-as korosztályú válogatottakban is képviselte Amerikát.
2013-ban debütált a felnőtt válogatottban. Először a 2013. augusztus 14-ei, Bosznia-Hercegovina ellen 4–3-ra megnyert mérkőzés 87. percében, Brad Evanst váltva lépett pályára. Első válogatott gólját 2015. június 5-én, Hollandia ellen szintén 4–3-as győzelemmel zárult barátságos mérkőzésen szerezte meg.

## Statisztikák
2023. június 25. szerint
| Klub                        | Szezon   | Osztály       | Bajnokság | Bajnokság | Kupa  | Kupa | Nemzetközi | Nemzetközi | Összesen | Összesen |
| Klub                        | Szezon   | Osztály       | Meccs     | Gól       | Meccs | Gól  | Meccs      | Gól        | Meccs    | Gól      |
| --------------------------- | -------- | ------------- | --------- | --------- | ----- | ---- | ---------- | ---------- | -------- | -------- |
| 1860 München                | 2010–11  | 2. Bundesliga | 5         | 0         | 0     | 0    | —          | —          | 5        | 0        |
| 1860 München                | 2011–12  | 2. Bundesliga | 3         | 0         | 1     | 0    | —          | —          | 4        | 0        |
| 1860 München                | 2012–13  | 2. Bundesliga | 15        | 3         | 1     | 0    | —          | —          | 16       | 3        |
| 1860 München                | 2013–14  | 2. Bundesliga | 21        | 0         | 1     | 0    | —          | —          | 22       | 0        |
| 1860 München                | 2014–15  | 2. Bundesliga | 6         | 0         | 1     | 0    | —          | —          | 7        | 0        |
| 1860 München                | Összesen | Összesen      | 50        | 3         | 4     | 0    | 0          | 0          | 54       | 3        |
| Erzgebirge Aue (kölcsönben) | 2014–15  | 2. Bundesliga | 9         | 3         | 0     | 0    | —          | —          | 9        | 3        |
| Union Berlin                | 2015–16  | 2. Bundesliga | 31        | 17        | 1     | 0    | —          | —          | 32       | 17       |
| Hamburger SV                | 2016–17  | Bundesliga    | 28        | 5         | 4     | 4    | —          | —          | 32       | 9        |
| Hamburger SV                | 2017–18  | Bundesliga    | 24        | 2         | 1     | 1    | —          | —          | 25       | 3        |
| Hamburger SV                | 2019–20  | 2. Bundesliga | 6         | 0         | 0     | 0    | —          | —          | 6        | 0        |
| Hamburger SV                | 2020–21  | 2. Bundesliga | 16        | 1         | 1     | 0    | —          | —          | 17       | 1        |
| Hamburger SV                | Összesen | Összesen      | 74        | 8         | 6     | 5    | 0          | 0          | 80       | 13       |
| Hannover 96 (kölcsönben)    | 2018–19  | Bundesliga    | 20        | 3         | 2     | 0    | —          | —          | 22       | 3        |
| Real Salt Lake              | 2021     | MLS           | 20        | 3         | 0     | 0    | —          | —          | 20       | 3        |
| Real Salt Lake              | 2022     | MLS           | 14        | 3         | 0     | 0    | —          | —          | 14       | 3        |
| Real Salt Lake              | Összesen | Összesen      | 34        | 6         | 0     | 0    | 0          | 0          | 34       | 6        |
| New England Revolution      | 2023     | MLS           | 17        | 7         | 0     | 0    | —          | —          | 17       | 7        |
| Összesen                    | Összesen | Összesen      | 235       | 47        | 13    | 5    | 0          | 0          | 248      | 52       |

### A válogatottban
| Válogatott       | Év       | Pályára lépés | Gól |
| ---------------- | -------- | ------------- | --- |
| Egyesült Államok | 2013     | 1             | 0   |
| Egyesült Államok | 2014     | 4             | 0   |
| Egyesült Államok | 2015     | 9             | 4   |
| Egyesült Államok | 2016     | 15            | 4   |
| Egyesült Államok | 2017     | 7             | 2   |
| Egyesült Államok | 2018     | 9             | 3   |
| Összesen         | Összesen | 45            | 13  |

#### Góljai a válogatottban
| #  | Időpont             | Helyszín                                                             | Ellenfél                              | Gólok | Eredmény | Kiírás               |
| -- | ------------------- | -------------------------------------------------------------------- | ------------------------------------- | ----- | -------- | -------------------- |
| 1  | 2015. június 5.     | Amszterdam Arena, Amszterdam, Hollandia                              | Hollandia                             | 4–3   | 4–3      | Barátságos mérkőzés  |
| 2  | 2015. június 10.    | RheinEnergieStadion, Köln, Németország                               | Németország                           | 2–1   | 2–1      | Barátságos mérkőzés  |
| 3  | 2015. október 10.   | Rose Bowl, Pasadena, Amerikai Egyesült Államok                       | Mexikó                                | 2–2   | 2–3      | CONCACAF-kupa        |
| 4  | 2015. november 13.  | Busch Stadion, St. Louis, Amerikai Egyesült Államok                  | Saint Vincent és a Grenadine-szigetek | 1–1   | 6–1      | 2018-as VB-selejtező |
| 5  | 2016. május 22.     | Juan Ramón Loubriel Stadion, Bayamón, Puerto Rico                    | Puerto Rico                           | 2–0   | 3–1      | Barátságos mérkőzés  |
| 6  | 2016. június 7.     | Soldier Field, Chicago, Amerikai Egyesült Államok                    | Costa Rica                            | 3–0   | 4–0      | 2016-os Copa América |
| 7  | 2016. szeptember 2. | Arnos Vale Stadion, Kingstown, Saint Vincent és a Grenadine-szigetek | Saint Vincent és a Grenadine-szigetek | 1–0   | 6–0      | 2018-as VB-selejtező |
| 8  | 2016. november 11.  | Historic Crew Stadion, Columbus, Amerikai Egyesült Államok           | Mexikó                                | 1–1   | 1–2      | 2018-as VB-selejtező |
| 9  | 2017. szeptember 5. | Estadio Olímpico Metropolitano, San Pedro Sula, Honduras             | Honduras                              | 1–1   | 1–1      | 2018-as VB-selejtező |
| 10 | 2017. október 6.    | Orlando City Stadion, Orlando, Amerikai Egyesült Államok             | Panama                                | 4–0   | 4–0      | 2018-as VB-selejtező |
| 11 | 2018. március 27.   | WakeMed Soccer Park, Cary, Amerikai Egyesült Államok                 | Paraguay                              | 1–0   | 1–0      | Barátságos mérkőzés  |
| 12 | 2018. június 2.     | Aviva Stadion, Dublin, Írország                                      | Írország                              | 1–0   | 1–2      | Barátságos mérkőzés  |
| 13 | 2018. október 11.   | Raymond James Stadion, Tampa, Amerikai Egyesült Államok              | Kolumbia                              | 2–1   | 2–4      | Barátságos mérkőzés  |